# NGC 894
NGC 894 est une région de formation d'étoiles de la galaxie NGC 895 située dans la constellation de la Baleine. NGC 894 a été découverte par l'astronome irlandais R. J. Mitchell. 